# Вонхоцк (гмина)
Вонхоцк (пол. Wąchock) — городско-сельская гмина (волость) в Польше, входит как административная единица в Стараховицкий повет, Свентокшиское воеводство. Население — 7020 человек (на 2006 год).

## Демография
| Перепись                       | Всего   | Всего | Женщины | Женщины | Мужчины | Мужчины |
| ------------------------------ | ------- | ----- | ------- | ------- | ------- | ------- |
| Единицы                        | человек | %     | человек | %       | человек | %       |
| Население                      | 7065    | 100   | 3608    | 51,1    | 3457    | 48,9    |
| Плотность населения (чел./км²) | 86,3    | 86,3  | 44,1    | 44,1    | 42,3    | 42,3    |

## Соседние гмины
1. Гмина Бодзентын
2. Гмина Броды
3. Гмина Мижец
4. Гмина Павлув
5. Скаржиско-Каменна
6. Гмина Скаржыско-Косцельне
7. Стараховице
8. Гмина Сухеднюв